# Fonds Quartier Européen
Le Fonds Quartier Européen est un fonds d'entreprise créé en 2001 par la Fondation Roi Baudouin afin d'améliorer l'image du "quartier européen" de Bruxelles, où sont établies les principales représentations de l'Union européenne, en particulier la Commission européenne et le Parlement européen.
Depuis sa création, la mission centrale du Fonds Quartier Européen est la promotion du dialogue entre acteurs publics et privés, en vue de transformer ce qui était une zone monofonctionnelle et sans plan urbanistique spécifique, en un espace de cohabitation harmonieuse entre société civile, acteurs privés et Institutions, doté d'une vision et de plans de développement intégrés.

## Qui fait partie du Fonds Quartier Européen?
Le Fonds Quartier Européen est statutairement composé d'un comité de gestion de huit membres: quatre, dont son Président, proviennent de la société civile; trois autres représentent des contributeurs issus du secteur privé (sociétés patrimoniales, propriétaires et promoteurs immobiliers); le dernier étant l'Administrateur Délégué de la Fondation Roi Baudouin.
Le Fonds Quartier Européen comprend également un comité de concertation d'une quarantaine de membres, représentatifs de toutes les sensibilités et intérêts des acteurs du quartier européen (universitaires, experts, habitants, associations, développeurs immobiliers, SICAFI, compagnies d'assurance).

## Quels sont les axes de travail du Fonds Quartier Européen?
Le Fonds Quartier Européen se concentre sur cinq thématiques principales dans le but de favoriser un développement harmonieux  du quartier européen :
- la mixité urbaine (habitations, commerces, bureaux) ;
- l'intégration harmonieuse et à long terme des Institutions Européennes dans le paysage urbain[3] ;
- la mobilité (transports publics, transport privé, alternatives douces comme le vélo) ;
- les exigences de qualité d'aménagement des espaces publics et de construction de développements privés ;
- la qualité de vie au sein du quartier (animations, aménagements urbains)[4].

## Que réalise le Fonds Quartier Européen?
Le Fonds Quartier Européen :
- organise des panels, rencontres, appels à idées, conférences, débats[5] ;
- finance des études et la diffusion de leurs résultats sous forme de bilans et de recommandations ;
- encourage, suit et contribue au développement de programmes urbanistiques et architecturaux ;
- participe au débat sur les problématiques de la mobilité ;
- accompagne le développement d'initiatives d'animation commerciales et culturelles ;
- organise ou soutient des expositions et autres événements de communication.

## Qui dirige le Fonds Quartier Européen?
- Président  : Bernard Cardon de Lichtbuer
- Executive Officer : Alain Deneef
- Responsable de projet : Sven Lenaerts